# Насипне
Насипне́ (до 1945 року — Насипко́й, крим. Nasipköy) — село в Україні, у складі Феодосійського району Автономної Республіки Крим.

## Історія
Поблизу Насипного та Виноградного виявлено 2 античні поселення, а біля Насипного — й скіфське городище.

## Населення

### Мова
Розподіл населення за рідною мовою за даними перепису 2001 року:
| Мова              | Кількість | Відсоток |
| ----------------- | --------- | -------- |
| російська         | 1219      | 73.17 %  |
| українська        | 297       | 17.83 %  |
| кримськотатарська | 128       | 7.68 %   |
| вірменська        | 9         | 0.54 %   |
| білоруська        | 3         | 0.18 %   |
| румунська         | 1         | 0.06 %   |
| інші/не вказали   | 9         | 0.54 %   |
| Усього            | 1666      | 100 %    |